# Bukkapatna, Koratagere
Bukkapatna là một làng thuộc tehsil Koratagere, huyện Tumkur, bang Karnataka, Ấn Độ.